# Écalles-Alix
Écalles-Alix é uma comuna francesa na região administrativa da Normandia, no departamento Seine-Maritime. Estende-se por uma área de 7,1 km². Em 2010 a comuna tinha 527 habitantes (densidade: 74,2 hab./km²).